# Heterolatzelia cornuta
Heterolatzelia cornuta är en mångfotingart som beskrevs av Gulicka 1968. Heterolatzelia cornuta ingår i släktet Heterolatzelia och familjen Heterolatzeliidae. Inga underarter finns listade i Catalogue of Life.